# سرخوی حرا
سرخوی حَرّا (نام علمی: Lutjanus griseus) یا سرخوی خاکستری گونه‌ای از سرخوماهیان بومی غرب اقیانوس اطلس از ماساچوست تا برزیل، خلیج مکزیک، برمودا و دریای کارائیب است. این گونه را می‌توان در زیستگاه‌های متنوعی از جمله آب‌های شیرین و لب‌شور یافت. این ماهی از نظر ماهیگیری تجاری اهمیت دارد و به عنوان ماهی شکارشونده نیز شناخته می‌شود. همچنین می‌توان این ماهی را در تجارت آکواریوم یافت.

## توضیحات
رنگ این ماهی معمولاً متمایل به قرمز خاکستری است، اما می‌تواند از قرمز روشن تا قرمز مسی تغییر کند. در صورت مشاهده از بالا وقتی که زیر آب است، نواری تیره در سراسر چشم آن دیده می‌شود. این گونه می‌تواند به طول ۸۹ سانتیمتر (۳۵ اینچ) برسد، اگرچه بیشتر آنها از ۴۰ سانتیمتر (۱۶ اینچ) تجاوز نمی‌کنند. بیشترین وزن ثبت شده برای این گونه ۲۰ کیلوگرم (۴۴ پوند) است.
ماهی سرخوی حرا ممکن است با سرخوی کوبرا یا سرخوی سیاه L. cyanopterus اشتباه گرفته شود. سرخوهای حرا معمولاً بسیار کوچکتر از سرخوی کوبرا هستند، اما زمانی که اندازه آنها مشابه است، این دو گونه فقط با معاینه لکه دندان در داخل سقف دهان قابل تشخیص هستند. بسیاری از نمونه‌های صید شده در فلوریدا، به ویژه پونتا گوردا، به اشتباه به عنوان سرخوی دندانی یا L. jocu شناسایی می‌شوند. بهترین راه برای تمایز بین این دو گونه این است که سرخوی دندانی دارای یک مثلث رنگی روشن‌تر با یک نوار آبی در زیر چشم و نیش‌های بزرگ و تیز در جلو (دندان نیش) است. این نیش‌ها حتی در یک ماهی کوچک می‌توانند گاز دردناکی داشته باشند. ماهی سرخوی حرا عمدتاً از ماهیان کوچک، سخت‌پوستان، سرپاوران و شکم‌پایان تغذیه می‌کند. همچنین مشاهده شده که همواه زیر یک جمعیت از خفاش شهدخوار و در نزدیکی ورودی‌های غار لوکایان در باهاما، برای گرفتن خفاش‌های در حال سقوط کمین می‌کند.

## زیستگاه
ماهی سرخوی حرا یکی از رایج‌ترین گونه‌های سرخو در مناطق گرمسیری است. این ماهی در مناطق متعددی از کانال‌ها تا دشت‌های علفی و همچنین در آب‌های بازیافت می‌شود. سرخوهای حرا همچنین سازه‌ها، ازجمله اسکله‌ها، درختان حرا، کشتی‌های غرق شده و بقایا را ترجیح می‌دهند. بیشتر سرخوهای حرا در آبهای باز معمولاً در نزدیکی ساختارهای بستر یا صخره‌ها یافت می‌شوند. آنها را می‌توان در اعماق ۵ تا ۱۸۰ متر (۱۶ تا ۵۹۱ فوت) یافت، هرچند که بیشتر در کمتر از ۵۰ متر (۱۶۰ فوت) پیدا می‌شوند.

## صید ورزشی
سرخوهای حرا هدف رایج ماه‌یگیران هستند و به دلیل گوشت سفید و پولک پولکی بسیار موردتوجه قرار می‌گیرند. آنها را می‌توان در تمام طول سال پیدا کرد و اغلب در کرناها (حراها) و اطراف اسکله‌ها یا سازه‌های دیگر یافت می‌شوند. ماه‌یگیری آنها آسان است که صید آنها را برای ماهیگیران مبتدی ایده‌آل می‌سازد. علاوه بر این، آنها معمولاً به‌صورت گروهی یافت می‌شوند، بنابراین صید تعداد زیادی در مدت زمان کوتاه غیر معمول نیست. آنها نسبت به اندازه خود نسبتاً قوی هستند و در هنگام قلاب شدن مقاومت خوبی از خود نشان می‌دهند. آنها را می‌توان با طعمه‌های متنوع گرفت، اما معمولًا با طعمه زنده یا منجمد میگو، ماهی مرکب، موتوماهی، بلیهو، سنجاق‌ماهی و گاهی اوقات با طعمه‌های مصنوعی گرفت. آنها را نیز می‌توان نیزه‌گیری کرد، اما گاهی هدف سختی هستند، زیرا آنها به جای کنجکاوی، بیشتر نسبت به غواصان محتاط‌تر هستند و احتیاط آنها نسبت به طعمه‌ها و غواصان با بزرگ‌تر شدن ماهی افزایش می‌یابد. بیشتر سرخوهای حرا با قلاب سبک تا متوسط گرفته می‌شوند و ماهیگیران معمولاً آنها را بین ۲۰ تا ۳۵ سانتی‌متر (بین ۰٫۳ تا ۱ کلیوگرم) در آب‌های کم عمق یا ساح‌ای و تا ۵۰ سانتی‌متر (حدود ۲٫۵ کلیوگرم) در آب‌های عمیق‌تر صید می‌کنند. ماهی‌های بزرگتر غیرمعمول، اما نایاب نیستند.

## آبزی‌پروری
این گونه در مزرعه‌های پرورش ماهی شناور در اقیانوس‌ها در آسیا و اقیانوسیه پرورش می‌یابد. یک نمونه مزرعه‌های پرورش ماهی شناور در نزدیکی جزیره پولاو اوبین (Pulau Ubin) در سنگاپور و در امتداد طرف جنوب غربی در طول تنگه سگاپور است. این ماهی که برای مصرف پرورش می‌یابد، در سنگاپور و سراسر جهان به رستوران‌ها و فروشگاه‌ها فروخته می‌شود.